# Kakhi Kavsadze
Kakhi Kavsadze (en géorgien :  კახი დავითის ძე კავსაძე, en russe : Ка́хи Дави́дович Кавса́дзе), né à Tkibuli (Union soviétique, actuellement en Géorgie) le 5 juin 1935 et mort le 27 avril 2021 est un acteur géorgien. Il est acteur du Théâtre national Roustavéli. Au cinéma, son rôle le plus connu est celui du chef basmatchi, Abdoullah, dans Le Soleil blanc du désert (1970).

## Biographie
Kakhi Kavsadze est né à Tkibuli.  Son grand-père, Aleksandre "Sandro" Kavsadze, connaissait personnellement Joseph Staline à l'époque où ils étudiaient tous les deux au séminaire de Tiflis. Le père de Kakhi, David Kavsadze, diplômé du conservatoire de Tbilissi, était chef d'orchestre de l’ensemble vocal folklorique géorgien. Pendant la Seconde Guerre mondiale il a été emprisonné par les allemands et à son retour, après la guerre, fut déporté en Sibérie comme ennemi du peuple, où il est mort en 1952. La mère de Kakhi était médecin pédiatre. Son frère cadet, Imeri, est devenu chanteur d'opéra et s'est installé en Pologne.
Kavsadze a fait ses études à l'Institut d'art dramatique Roustavéli dont il est diplômé en 1959. Puis, il intègre la troupe du Théâtre national Roustavéli.
Il passe les auditions pour le rôle du chef basmatchi, Abdoullah, dans Le Soleil blanc du désert de Vladimir Motyl en 1970. Il omet d'avouer qu'il ne pratique pas l'équitation, alors que le film comporte de nombreuses poursuites à cheval. La vérité se découvre quand le tournage est déjà bien avancé et on doit recourir au montage pour les épisodes d'Abdoullah à cheval.
En 1974-1980, il joue sous la direction de Revaz Gabriadze dans le cycle de courts métrages. En 1981, on lui décerne le titre d'acteur du peuple de la République socialiste soviétique de Géorgie. En 1988, il joue Don Quichotte dans la mini série TV La Vie de Don Quichotte et Sancho de Revaz Tchkheidze.
En 2001, Kavsadze débute au Théâtre national de l'art de la scène de Moscou (ru) dans le spectacle Les Oiseaux.
Il meurt le 27 avril 2021 à Tbilissi.

## Filmographie partielle
- 1970 : Le Soleil blanc du désert (en russe : Белое солнце пустыни, Beloïe solntsé poustyni)
- 1971 : Un collier pour ma bien-aimée (en géorgien : საყვარლის სამკაული, Samkauli satrposatvis) de Tenguiz Abouladze
- 1984 : Le Repentir (en géorgien : მონანიება, Monanieba) de Tenguiz Abouladze
- 2013 : Blind Dates (შემთხვევითი პაემნები) de Levan Koguashvili - le père de Sandro